# Lara Fernández
Lara Fernández (Toledo, España; 16 de diciembre de 1996) es una peleadora de Muay Thai y kickboxer española que actualmente compite en la categoría de peso átomo de ONE Championship. Es la ex-Campeona Mundial de Peso Mosca de WBC Muaythai y la actual campeona mundial de peso súper pluma de ISKA.

## Carrera de Kickboxing y Muay Thai

### Carrera temprana
Fernádez comenzó a entrenar kickboxing a la edad de 14 años. Es fanática del Real Betis, y atribuye al club el ayudarle con el aumento de su popularidad.
Fernández enfrentó a Saskia D'Effremo por el campeonato de peso súper pluma vacante de ISKA en Fight Night III el 5 de noviembre de 2016. Perdió la pelea por decisión unánime.
Fernández enfrentó a Gloria Peritore en War of Titans el 23 de septiembre de 2017. Perdió la pelea por decisión unánime.
Fernández enfrentó a Maribel de Sousa en Masters Series V el 11 de noviembre de 2017. Ganó la pelea por decisión unánime.
En Enfusion 68, llevado a cabo el 9 de junio de 2018, Fernández desafió a Iman Barlow por el título de Enfusion de 54 kg. Fernández perdió la pelea por decisión unánime. Durante Enfusion 72, llevado a cabo el 6 de octubre de 2018, perdió una decisión unánime contra Lizzie Largillière, a pesar de mejorar en los últimos dos asaltos.
Fernández enfrentó a Maite Botella por el Campeonato Español de −53 kg de FEKM en Xtreme Fight Show el 23 de junio de 2018. Ganó la pelea pro decisión unánime.
Fernández enfrentó a Lilit Dallakyan en Mix Fight 42 el 17 de julio de 2019. Ganó la pelea por decisión unánime.
Fernández ganó el título de peso súper pluma de K-1 de ISKA el 30 de noviembre de 2019, con una victoria por decisión unánime sobre Kelly Denoiko. Hizo la primera defensa titular de su título de ISKA en WLF World Cup 2019-2020 Final, llevada a cabo el 11 de enero de 2020, contra Li Mingrui. Ganó la pelea por decisión unánime.
Fernández enfrentó a Grace Spicer por el título vacante de peso mosca de WBC Muaythai en Combat Fight Series 4 el 9 de marzo de 2020. Fernández ganó la pelea y el título por decisión unánime.
Fernández enfrentó a Amy Pirnie por el Campeonato de Peso Súper Mosca de Lion Fight en Lion Fight 68 el 22 de agosto de 2021. Perdió la pelea por decisión dividida.

### ONE Championship
Fernández firmó con ONE Championship el 4 de mayo de 2022. Fernández hizo su debut en la promoción contra la Campeona Mundial de Kickboxing de Peso Átomo Femenino de ONE Janet Todd por el Campeonato Interino de Muay Thai de Peso Átomo Femenino de ONE el 22 de julio de 2022, en ONE 159. Perdió la pelea por decisión unánime.
Fernández enfrentó a Dangkongfah Banchamek el 3 de diciembre de 2022, en ONE 164. Ganó la pelea por decisión dividida.
Fernández enfrentó a Petjeeja Lukjaoporongtom el 14 de julio de 2023, en ONE Fight Night 12. Perdió la pelea por TKO en el primer asalto.
Fernández enfrentó a Anna Jaroonsak el 4 de agosto de 2023, en ONE Fight Night 13. Perdió la pelea por decisión unánime.
Fernández enfrentó a Yu Yai Pui el 8 de marzo de 2024, en ONE Fight Night 20. Perdió la pelea por decisión unánime.

## Campeonatos y logros

### Amateur
- International Federation of Muaythai Associations
  - Campeonatos Mundiales de la IFMA de 2021 -54kg [28]
  - Campeonatos Europeos de la IFMA de 2022 -54kg [29]

### Profesional
- World Boxing Council Muaythai
  - Campeonato Mundial de Peso Mosca (−52 kg) de WBC Muaythai
- International Sport Kickboxing Association
  - Campeonato de K-1 de Peso Súper Pluma (−56.4 kg) de ISKA
    - Una defensa titular exitosa

### Reconocimientos
- Combat Press
  - Nominada a "Peleadora del Año 2021"[30]

## Récord en Muay Thai y Kickboxing
| Récord en Muay Thai y Kickboxing                                       | Récord en Muay Thai y Kickboxing | Récord en Muay Thai y Kickboxing | Récord en Muay Thai y Kickboxing | Récord en Muay Thai y Kickboxing | Récord en Muay Thai y Kickboxing | Récord en Muay Thai y Kickboxing | Récord en Muay Thai y Kickboxing |
| ---------------------------------------------------------------------- | -------------------------------- | -------------------------------- | -------------------------------- | -------------------------------- | -------------------------------- | -------------------------------- | -------------------------------- |
| 41 Victorias, 17 Derrotas, 3 Empates                                   |                                  |                                  |                                  |                                  |                                  |                                  |                                  |
| Fecha                                                                  | Resultado                        | Oponente                         | Evento                           | Localización                     | Método                           | Ronda                            | Tiempo                           |
| 08-03-2024                                                             | Derrota                          | Yu Yai Pui                       | ONE Fight Night 20               | Bangkok, Tailandia               | Decisión (Unánime)               | 3                                | 3:00                             |
| 05-08-2023                                                             | Derrota                          | Anna Jaroonsak                   | ONE Fight Night 13               | Bangkok, Tailandia               | Decisión (Unánime)               | 3                                | 3:00                             |
| 15-07-2023                                                             | Derrota                          | Petjeeja Lukjaoporongtom         | ONE Fight Night 12               | Bangkok, Tailandia               | TKO (Golpes)                     | 1                                | 0:26                             |
| 03-12-2022                                                             | Victoria                         | Dangkongfah Banchamek            | ONE 164: Pacio vs. Brooks        | Pásay, Filipinas                 | Decisión (Dividida)              | 3                                | 3:00                             |
| 22-07-2022                                                             | Derrota                          | Janet Todd                       | ONE 159: De Ridder vs. Bigdash   | Kallang, Singapur                | Decisión (Unánime)               | 5                                | 3:00                             |
| Por el Campeonato Interino de Muay Thai de Peso Átomo Femenino de ONE. |                                  |                                  |                                  |                                  |                                  |                                  |                                  |
| 22-08-2021                                                             | Derrota                          | Amy Pirnie                       | Liong Fight 68                   | Glasgow, Escocia                 | Decisión (Dividida)              | 5                                | 3:00                             |
| Por el Campeonato de Peso Súper Mosca de Lion Fight.                   |                                  |                                  |                                  |                                  |                                  |                                  |                                  |
| 09-03-2020                                                             | Victoria                         | Grace Spicer                     | Combat Fight Series 4            | Londres, Inglaterra              | Decisión (Unánime)               | 5                                | 2:00                             |
| Ganó el Campeonato de Peso Súper Mosca de WBC Muaythai.                |                                  |                                  |                                  |                                  |                                  |                                  |                                  |
| 11-01-2020                                                             | Victoria                         | Li Mingrui                       | WLF World Cu 2019-2020 Final     | Zhuhai, China                    | Decisión (Unánime)               | 3                                | 3:00                             |
| Defendió el Campeonato de Peso Súper Pluma (−56.4 kg) de K-1 de ISKA.  |                                  |                                  |                                  |                                  |                                  |                                  |                                  |
| 30-11-2019                                                             | Victoria                         | Kelly Denoiko                    | K-1 ISKA                         | Bruselas, Bélgica                | Decisión (Unánime)               | 5                                | 2:00                             |
| Ganó el Campeonato de Peso Súper Pluma (−56.4 kg) de K-1 de ISKA.      |                                  |                                  |                                  |                                  |                                  |                                  |                                  |
| 17-07-2019                                                             | Victoria                         | Lilit Dallakyan                  | Mix Fight 42                     | Ereván, Armenia                  | Decisión (Unánime)               | 5                                | 2:00                             |
| 23-06-2018                                                             | Victoria                         | Maite Botella                    | Xtreme Fight Show                | Mérida, España                   | Decisión (Unánime)               | 5                                | 3:00                             |
| Ganó el Campeonato Español (−53 kg) de FEKM.                           |                                  |                                  |                                  |                                  |                                  |                                  |                                  |
| 2018-10-06                                                             | Derrota                          | Lizzie Largillière               | Enfusion 72                      | Madrid, España                   | Decisión (Unánime)               | 5                                | 2:00                             |
| 2018-06-09                                                             | Derrota                          | Iman Barlow                      | Enfusion 68                      | Newcastle, England               | Decisión (Unánime)               | 5                                | 2:00                             |
| Por el Campeonato de 54 kg de Enfusion.                                |                                  |                                  |                                  |                                  |                                  |                                  |                                  |
| 2017-11-11                                                             | Victoria                         | Maribel de Sousa                 | Masters Series V                 | Bilbao, España                   | Decisión (Unánime)               | 5                                | 3:00                             |
| 2017-09-23                                                             | Derrota                          | Gloria Peritore                  | War Of Titans                    | Barcelona, España                | Decisión (Unánime)               | 5                                | 3:00                             |
| 2017-03-04                                                             | Derrota                          | Rita Carvalho                    | Kryssing World Serie             | Sevilla, España                  | Decisión (Unánime)               | 5                                | 3:00                             |
| 2016-11-05                                                             | Derrota                          | Saskia D'Effremo                 | Fight Night III                  | Singen, Alemania                 | Decisión (Unánime)               | 5                                | 3:00                             |
| Por el título vacante de peso súper pluma (−56.4 kg) de ISKA.          |                                  |                                  |                                  |                                  |                                  |                                  |                                  |
| 2015-11-06                                                             | Derrota                          | Estela García                    | HGH Promotions                   | Alhaurín de la Torre, España     | Decisión (Unánime)               | 5                                | 3:00                             |
| 2011-11-16                                                             | Derrota                          | Sophie Hawkswell                 | HGH Promotions                   | Leeds, Inglaterra                | Decisión (Unánime)               | 5                                | 3:00                             |